# Lenguas atabascanas septentrionales
Las lenguas atabascanas septentrional constituyen el principal grupo geográfico de lenguas atabascanas, lingüísticamente el grupo parece diverso por lo que no está claro que constituya un subgrupo filogenéticamente válido.

## Comparación léxica
Los numerales en diferentes lenguas atabascanas septentrionales:
| GLOSA | PROTO- ALASKA MERIDIONAL | PROTO- ALASKA- YUKÓN          | PROTO- CANADÁ NOROCC. | PROTO- BABINE -CARRIER | Tsetsaut        | Sarsi       | Kwalhio.- tlatsk. |
| ----- | ------------------------ | ----------------------------- | --------------------- | ---------------------- | --------------- | ----------- | ----------------- |
| '1'   | *ʦ’ilk’i                 | *(č)’iλk’eh/ *ke-λk’eh        | *ĩ-ɬaɢe/ i-ɬa-t’i     | *ĩλah                  | ɛlic’ elica’    | klik’azah   | *tʰlie            |
| '2'   | *nadaigi                 | *natekay~/ *neka-             | *nak’e~ *onk’e(-ti)   | *nanki                 | ɬéid’a          | akiye       | *nátoke           |
| '3'   | *taːgi                   | *taq’e                        | *taɢe(-t’i)           | *taq’i                 | txaˑadɛ         | tráñki      | *taqe             |
| '4'   | *t’enkih                 | *dink’e                       | *din(-t’i)            | *tink’e                | nt’onéi         | ditčin      | *tóntce           |
| '5'   | *alʦ’ani                 |                               | *ʦoɬaɢe               | *s-kʷənlai             | eɬ’ada          | kosita      | *tsokwalái        |
| '6'   | *k’ostaːni               | *nikʼetakʼe/ *tunan(č)’iλk’eh | *eʦʼĩ-taɢe            | *(i)ɬkə-taq’i          | ɛɬeˑtáat’atsxe  | kostranni   | *kwostánahi       |
| '7'   | *konʦ’aɣi                |                               |                       |                        | ɬeˑid’ɛ thaɬcɛ’ | tcistcidi   | *kosticita        |
| '8'   |                          | *nikʼe-dinkʼe/ *tunan-takʼe   | *eʦʼĩ-din(-t’i)       | *(i)ɬkə-tink’e         | txaˑtxaɬieˑ’ə   | klashditčin | *tcaniwaha        |
| '9'   |                          |                               |                       |                        | eɬiad’unɛɛˑ’    | klákuhiɢá   | *tʰléweːt         |
| '10'  | *kolozaːn                |                               |                       | *hwonize(?)            | toˑkyada’       | kúnisnañ    | *kwonéçin         |